# Єзупільський
Єзупільський — струмок (річка) в Україні у Тисменицькому районі Івано-Франківської області. Ліва притока річки Бистриці (басейн Дністра).

## Опис
Довжина балки приблизно 8,16 км, найкоротша відстань між витоком і гирлом — 6,99  км, коефіцієнт звивистості річки — 1,17 . Формується декількома гірськими струмками та загатою.

## Розташування
Бере початок на південно-західних схилах безіменної гори (326,8 м). Спочатку тече на північний схід, далі тече переважно на південний схід через селище Єзупіль і впадає у річку Бистрицю, праву притоку Дністра.

## Цікаві факти
- Біля витоку струмка на західній стороні на відстані приблизно 124 м пролягає автошлях Н09[2] (автомобільний шлях національного значення на території України. Проходить територією Закарпатської, Івано-Франківської та Львівської областей.).